# Steinbach am Glan
Steinbach am Glan är en kommun och ort i Landkreis Kusel i förbundslandet Rheinland-Pfalz i Tyskland. Kommunen bildades 7 juni 1969 genom en sammanslagning av kommunerna Frutzweiler och Steinbach.
Kommunen ingår i kommunalförbundet Verbandsgemeinde Oberes Glantal tillsammans med ytterligare 22 kommuner.